# آشوربای
آشوربای، روستایی از توابع بخش کمالان شهرستان علی‌آباد در استان گلستان ایران است.

## جمعیت
این روستا در دهستان شیرنگ قرار دارد و براساس سرشماری مرکز آمار ایران در سال ۱۳۸۵، جمعیت آن ۹۵۸ نفر (۲۲۱خانوار) بوده‌است.